# O A e o Z
O A e o Z är ett album av Os Mutantes. Det spelades in 1973, men släpptes inte förrän 1991. Det är det första albumet som spelades in utan Rita Lee, och det sista att spelas in med Arnaldo Baptista.

## Låtlista
| Nr | Titel                      | Längd |
| -- | -------------------------- | ----- |
| 1. | "A" e o "Z"                | 8:39  |
| 2. | Rolling Stones             | 6:16  |
| 3. | Você Sabe                  | 6:27  |
| 4. | Hey Joe                    | 12:12 |
| 5. | Uma Bessoa Só              | 7:31  |
| 6. | Ainda Vou Transan Com Vocé | 7:11  |